# Rötgesbütteler Riede
Die Rötgesbütteler Riede, auch Ausbütteler Riede oder Dingbanksriede genannt, ist ein Bach auf der zentralen Papenteicher Hochfläche mit einem etwa 40 km² großen Einzugsgebiet zwischen Braunschweig und Gifhorn. Der Bach fließt im Unterlauf im Bett der Alten Hehlenriede in den Allerkanal und gehört zum Flusssystem der Aller.

## Topographie
Der Bach entspringt südöstlich von Rötgesbüttel in einem Laubwald zwischen den Orten Rethen und Rötgesbüttel. Der Bach fließt von seiner Quelle in nördlicher Richtung an Rötgesbüttel vorbei. Am Nordrand des Ortes nimmt er geklärte Abwässer aus den lokalen Teichanlagen auf. In seinem Lauf folgt der Bach heute in etwa dem Streckenverlauf der Bundesstraße 4 und der Bahnstrecke Braunschweig–Wieren zwischen Meine und Ausbüttel. Hier mündet der Bach in die „alte Hehlenriede“, das ehemalige Flussbett der Hehlenriede. Durch den Bau des Allerkanals wurden die Bachunterläufe verändert, so dass Teile der früheren Hehlenriede jetzt nur noch als Unterlauf anderer Bäche vorhanden sind. Über die „alte Hehlenriede“ mündet die Rötgesbütteler Riede in den Allerkanal.

## Geschichte
In der Frühzeit befand sich der Bach mitten im Nordwald. Vor der Besiedlung des Papenteich im Zuge der Sachsenkriege, vermutlich ab dem 8. Jahrhundert, befand sich südöstlich von Rötgesbüttel am Bach eine Dingstätte. Auch der frühere Name Dingbanksriede weist auf diese alte Dingstätte hin. Thingplätze waren Orte für Volks- und Gerichtsversammlungen nach dem alten germanischen Recht.

## Flora und Fauna
Die Rötgesbütteler Riede ist ein sehr stark begradigtes und künstlich vertieftes Gewässer, das in den Sommermonaten teilweise austrocknet. Der Bach verläuft in seinem Oberlauf durch einen Laubwald, später überwiegend durch Grünflächen mit nur wenigen Schattenspendenden Bäumen. Durch die starke Sonneneinstrahlung verkrautet der Bach im Sommer daher sehr stark. Der Gewässergrund besteht im Oberlauf, wie in der Lüneburger Heide üblich, aus Sand und feinem Kies. Nach dem Zufluss aus den Klärteichen wird der Grund vor allem von Faulschlamm bedeckt.
Der Gewässergütebericht des Landes Niedersachsen konnte den Bach durch die häufigen Trockenfallungen nicht einstufen. Es wurde festgestellt, dass die Belastung durch die Abwässer im Verlauf des Baches stark rückgängig ist. Der Unterlauf konnte daher als mäßig belastet (Güteklasse II-III) eingestuft werden.

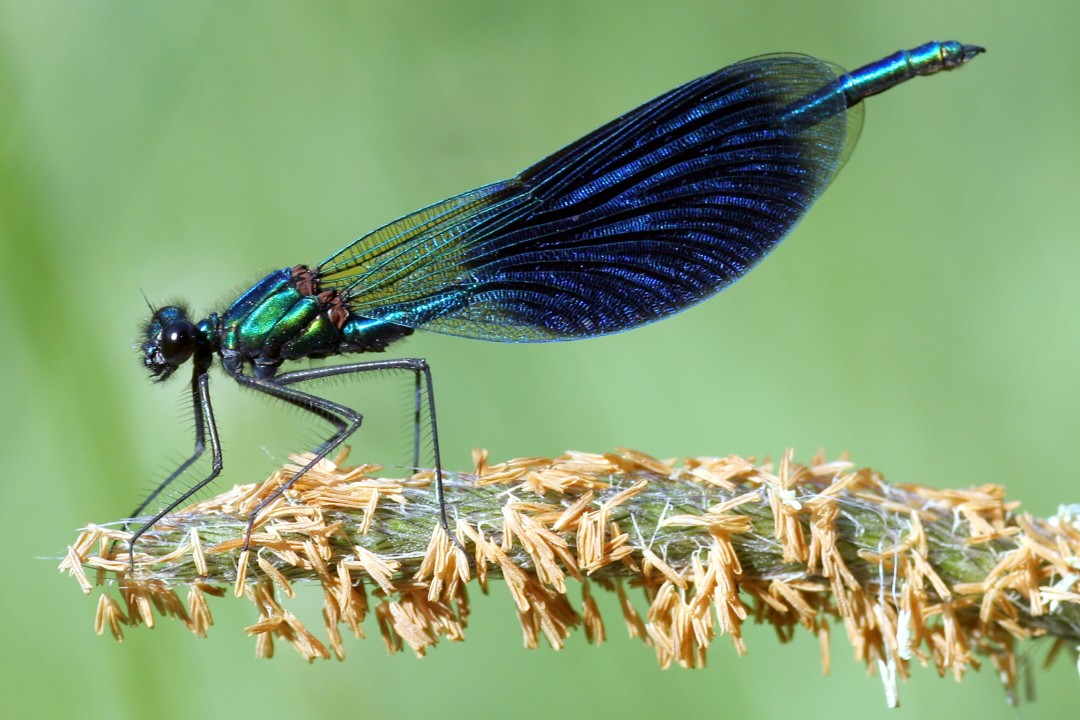
Gebänderte Prachtlibelle

Fließwasserorganismen fehlen in der Rötgesbütteler Riede weitgehend. Trotzdem finden sich 10 Tierarten die auf der Roten Liste des Landes Niedersachsen geführt werden:
- zwei verschiedene Arten Köcherfliegen
- fünf verschiedene Arten Langtasterwasserkäfer
- eine Unterart der Blasenschnecken
- eine Unterart der Tellerschnecken
- die Gebänderte Prachtlibelle